# Прикордонно-митна служба США
Митно-прикордонна служба США (англ. U.S. Customs and Border Protection) — це орган правозастосування федерального законодавства Міністерства національної безпеки США, на який покладена відповідальність за питання, що пов'язані з регулюванням та спрощенням міжнародної торгівлі, збором митних платежів та врегулюванням сотень положень США, включаючи тих, що стосуються виконання законів торгівлі, наркотичних речовин та імміграції.
Її першочергове завдання — запобігати в'їзду терористів та ввезенню зброї для виконання терористичної діяльності на території Сполучених Штатів. Митно-прикордонна служба також відповідає за затримання осіб, які намагаються в'їхати на територію Сполучених Штатів незаконним шляхом, тим самим перешкоджаючи потоку переміщення наркотичних речовин та інших предметів контрабанди та захищаючи сільськогосподарські та економічні інтереси Сполучених Штатів від згубних хвороб та шкідників, а також підприємництво Сполучених Штатів від зазіхання на їх інтелектуальну власність.
Митно-прикордонна служба США тісно співпрацює з імміграційною та митною поліцією США, яка відповідальна за довготривалі розслідування щодо діяльності кримінальних та терористичних організацій, які шукають шляхи підриву безпеки кордонів Сполучених Штатів. Ці випадки включають в себе незаконне переміщення наркотиків, товарів, зброї та людей на територію США.

## Організація
- Митно-прикордонна служба США має у своєму штаті понад 56000 працівників, включаючи службовців, спеціалістів землеробства, агентів прикордонного патрулювання, пілотів, торговельних спеціалістів, обслуговчий персонал та кінологів.
- Більш, ніж 20.000 службовців митно-прикордонної служби охороняють безпеку нації, проводячи сортування пасажирів та вантажів у більш ніж 300 портах в'їзду.
- Більш, ніж 2.200 спеціалістів землеробства працюють над скороченням розповсюдження шкідливих паразитів та рослин і хвороб тварин, які можуть представляти небезпеку для Американських ферм та постачанню харчової продукції, а також запобіганням біо- та сільськогосподарського тероризму.
- Більш, ніж 18.000 агентів прикордонного патрулювання захищають 1.900 миль кордонів з Мексикою та 5.000 миль кордонів з Канадою.
- Приблизно 1.000 агентів повітряного та морського контролю використовують своє спеціалізоване та високотехнологічне обладнання для запобігання незаконному проникненню людей, зброї, наркотиків та транспортних засобів на територію США повітрям та морем.
- Приблизно 2.500 працівників органу податків та зборів CBP збирають понад $30 млрд доларів щорічно у вигляді ввізних зборів та мита через контролювання законів про торгівлю та тарифи. Ці збори забезпечують другий по величині прибуток до Уряду США. Окрім цього, вони виконують торговельну місію бюро щодо торгівлі шляхом підвищення та класифікації імпортованих товарів. Ці працівники служать на таких посадах, як спеціаліст з імпорту, аудитор, спеціаліст з міжнародної торгівлі та аналітик текстилю.
- Програма CBP правозастосування з використанням собак використовує більшу кількість собак, ніж у будь- якій іншій федеральній службі правозастосування. Команди К-9 працюють у 73 комерційних портах та 74 станціях прикордонного патрулювання на території країни.
- 317 портів ввезення офіційно визнані та, додатково, 14 територій попереднього очищення є у Канаді, Ірландії та на території Карибів. СВР також несе відповідальність за Ініціативу Безпеки Контейнерів, яка проводить ідентифікацію та перевірки іноземних вантажів у країні походження до того, як вони попадуть до Сполучених Штатів.

## Головні підрозділи СВР
- Підрозділ операцій на місцях (OFO).
- Підрозділ міжнародної торгівлі (OT).
- Підрозділ прикордонного патрулювання (OBP).
- Морський та повітряний підрозділ (OAM).
- Підрозділ інформації та технологій (OIT).
- Підрозділ навчання та розвитку.
- Підрозділ координації розвідки та операцій.

CBP оцінює всіх пасажирів, які прибувають до США на предмет ризику тероризму через спеціальну об'єднану групу по тероризму(Joint Terrorism Task Force) та такі системи, як інформаційна система обробки пасажирів (Advance Passenger Information System (APIS)), технологія відображення статусу відвідувача та емігранта (US-VISIT), а також система обміну інформацією про студентів та відвідувачів (SEVIS). CBP також працює з управлінням США по продуктам харчування та наркотичним речовинам (U.S. Food and Drug Administration) з метою огляду імпортованих вантажів, які містять продукти харчування з високим ступенем ризику, для запобігання біо- та сільськогосподарського тероризму.
Через ініціативу безпеки контейнерів (Container Security Initiative), CBP співпрацює з партнерами країн-відправників контейнерів для впізнання та моніторингу контейнерів, які представляють ризик — ще у порту відправлення, до того, як вони будуть завантажені на судна, які перетинають кордон США. Ініціатива безпеки контейнерів втілена у 20 з 58 найбільших портів світу, які здійснюють контейнерні перевезення до США.
Електронна система безпеки для прискореної перевірки мандрівників (Secure Electronic Network for Travelers Rapid Inspection) дозволяє обробляти через спеціальні лінії попередньо оглянутих мандрівників з низьким рівнем ризику з Мексики. NEXUS — це аналогічна програма на північному кордоні країни з Канадою. Впродовж обох кордонів СВР втілила Вільну та Безпечну торгівлю, яка використовує транспондерну технологію та надає інформацію про вантаж до його прибуття — для обробки вантажівок, які беруть участь у процесі, при перетинанні кордону. Згода з Канадою дозволяє СВР націлювати, спостерігати та перевіряти залізничні вантажі, які прямують до США.
CBP має повноваження на обшук партій товару, що відбувають з країни й прибувають до неї, та використовує «націлювання» для виконання своєї місії у цієї галузі. У поєднанні з Державним департаментом (Department of State) та з Бюро перепису населення (Bureau of the Census), митно-прикордонна служба США заснувала умови, при яких необхідно електронне підтвердження експортної інформації. Інформація про вантажі заноситься до Реєстру озброєння США, а про технології — до списку торговельного контролю. СВР використовує попередні відомості з автоматизованої системи націлювання (Automated Targeting System) та з автоматизованої експортної системи (Automated Export System) для впізнання вантажів, які можуть містити загрозу. СВР також працює з Департаментами Іноземних справ та Оборони для покращення процедур на експортовані вантажі іноземних військових товарів та з імміграційною та митною поліцією — для затримання валюти, яка відправляється за кордон.

## Галерея

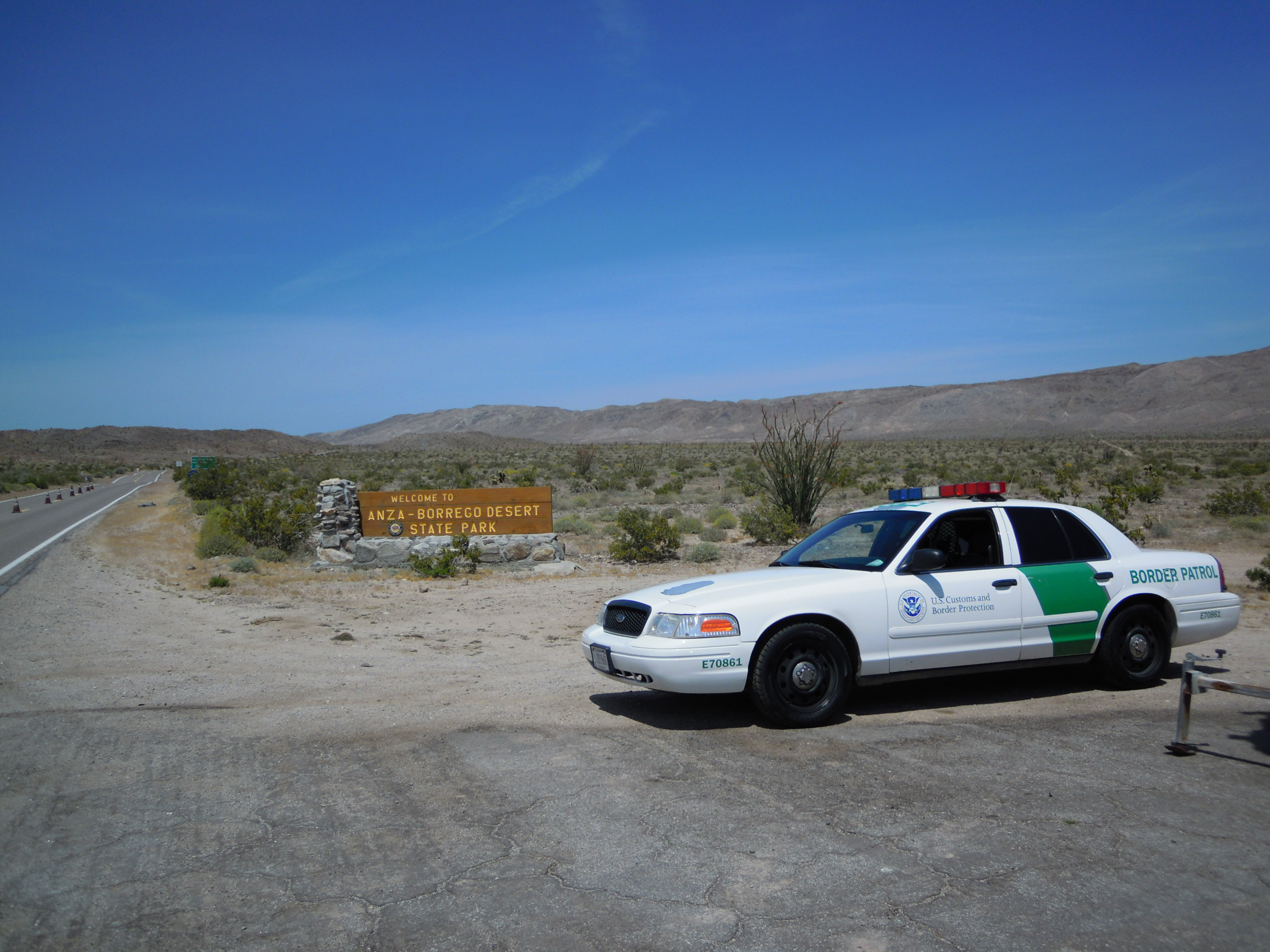
Ford Crown Victoria
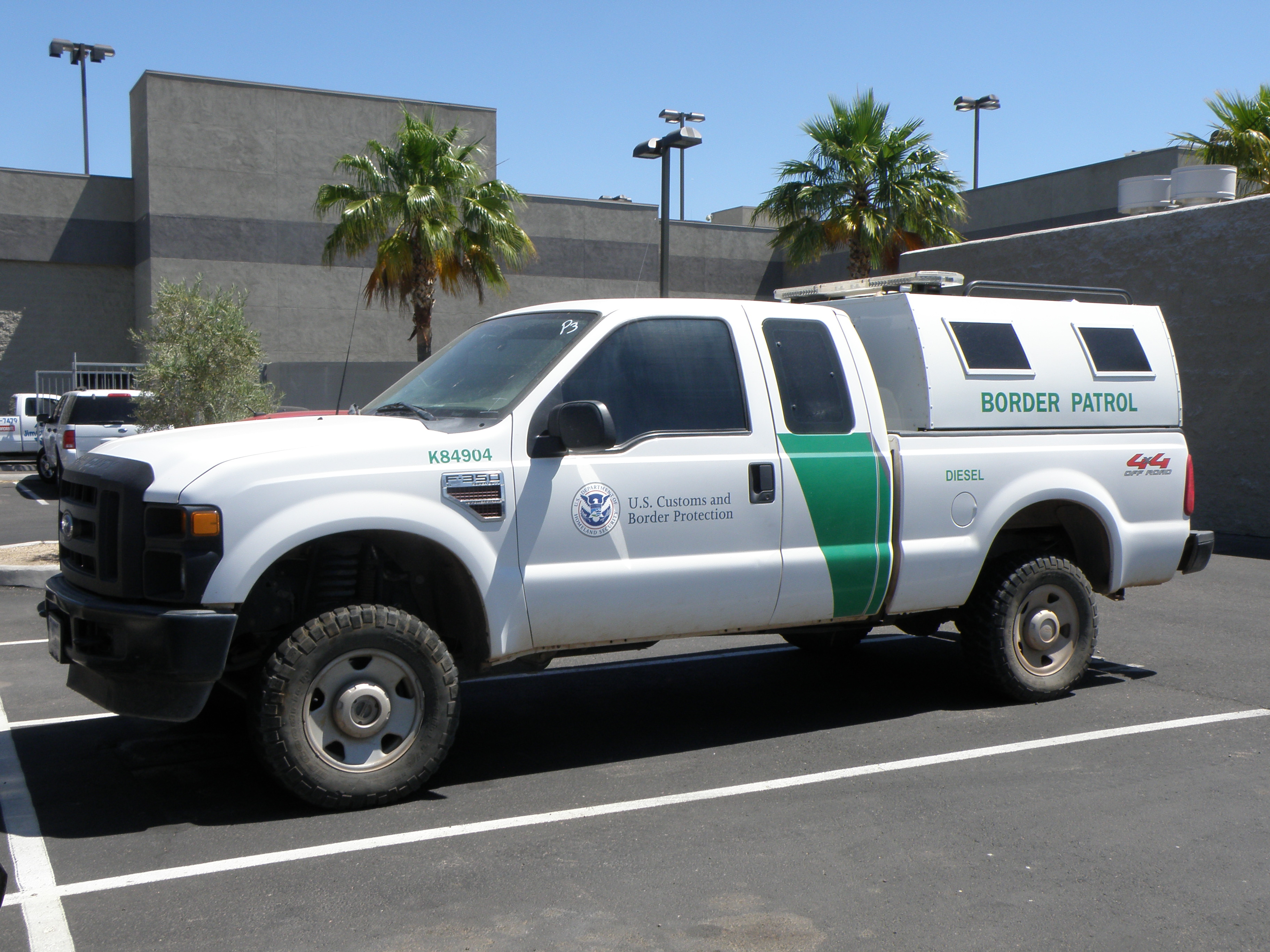
Ford F-250
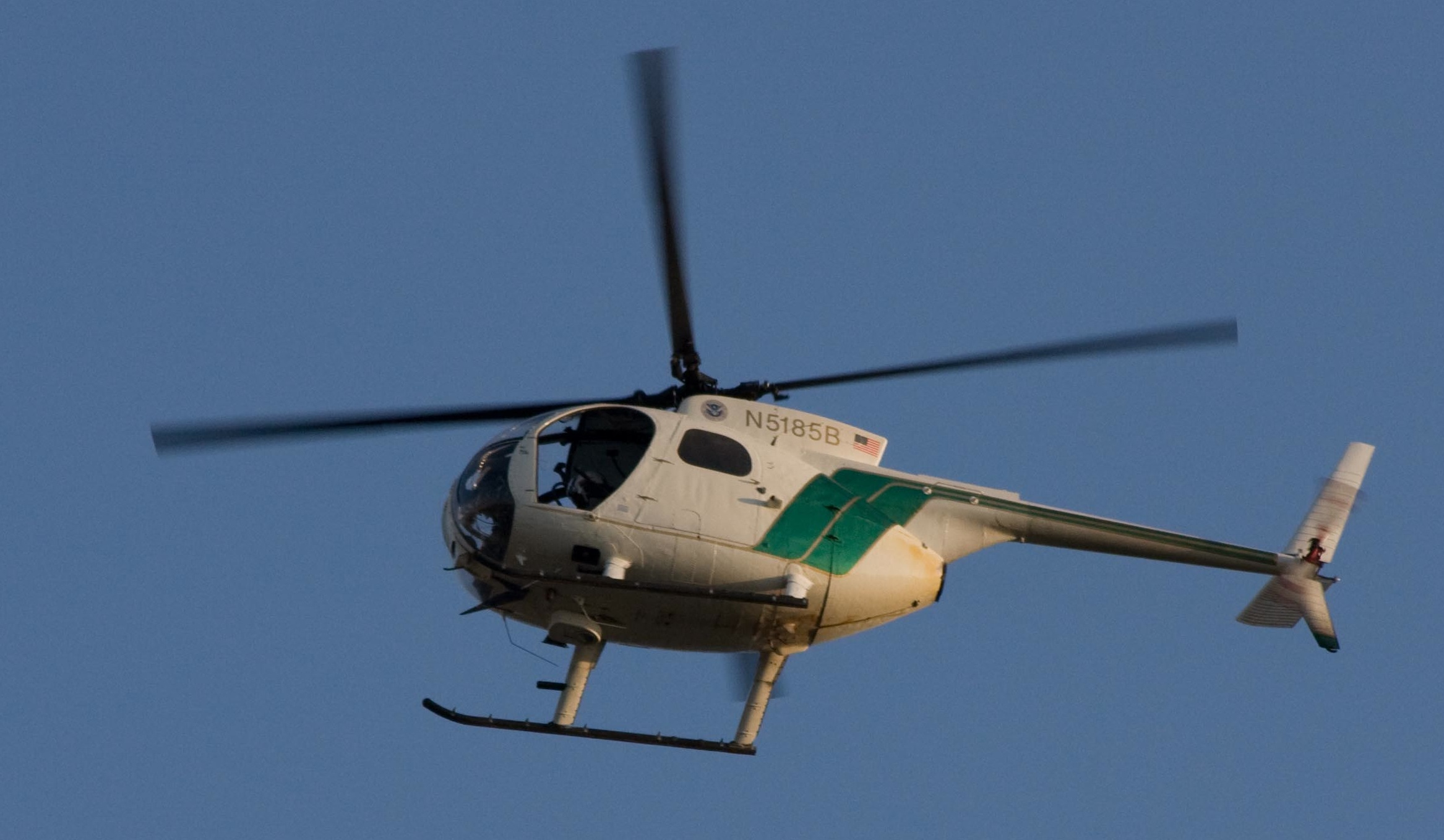
Гелікоптер
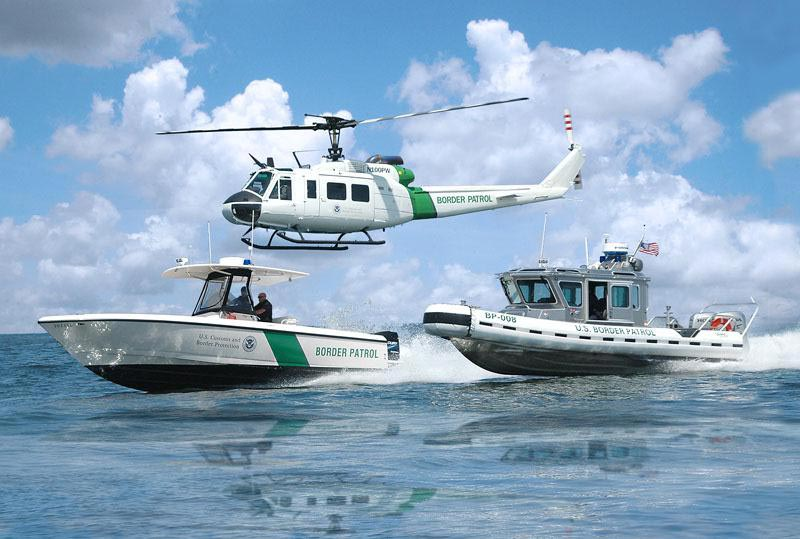
Гелікоптер та човни
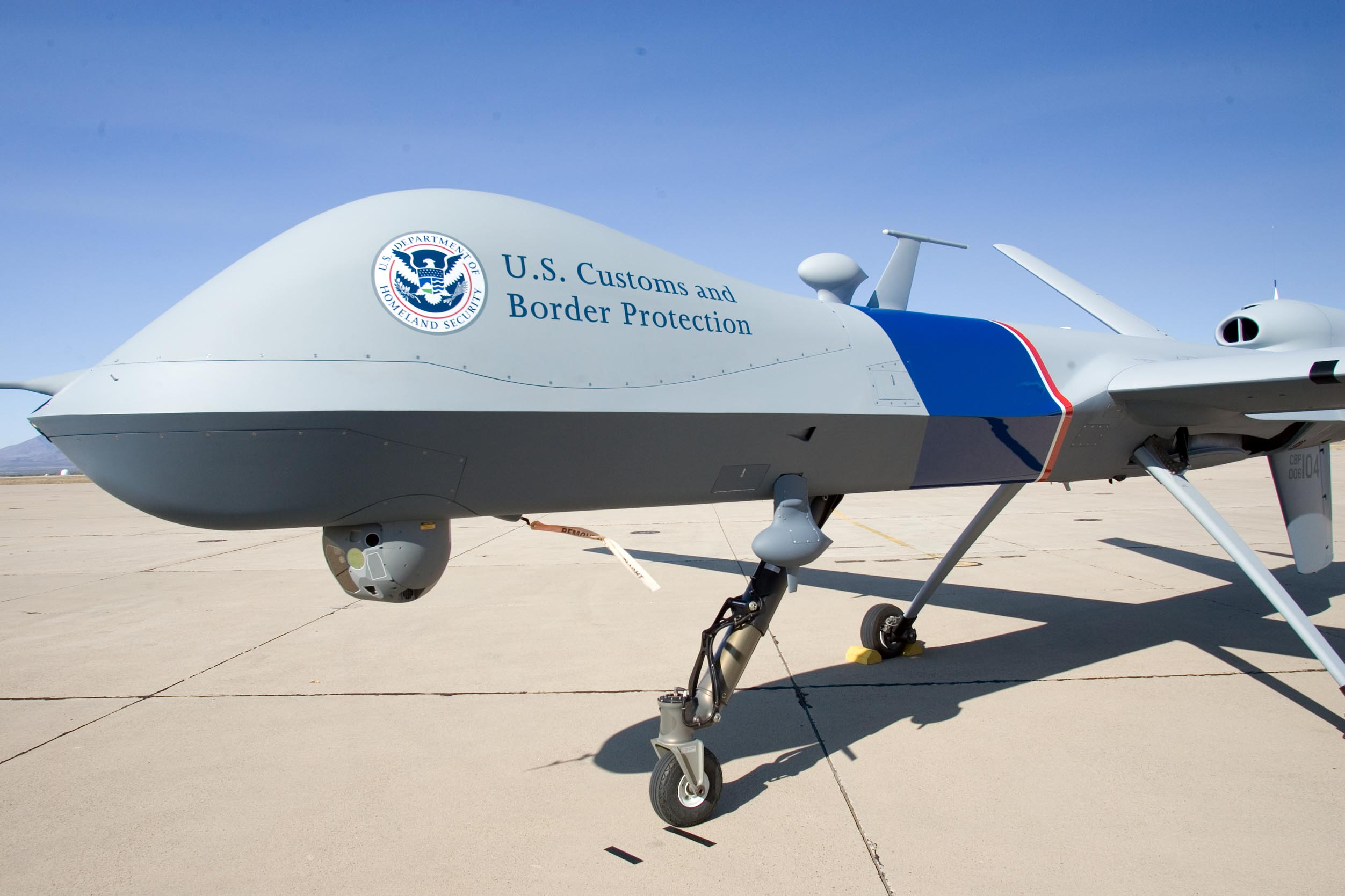
Безпілотний літальний апарат
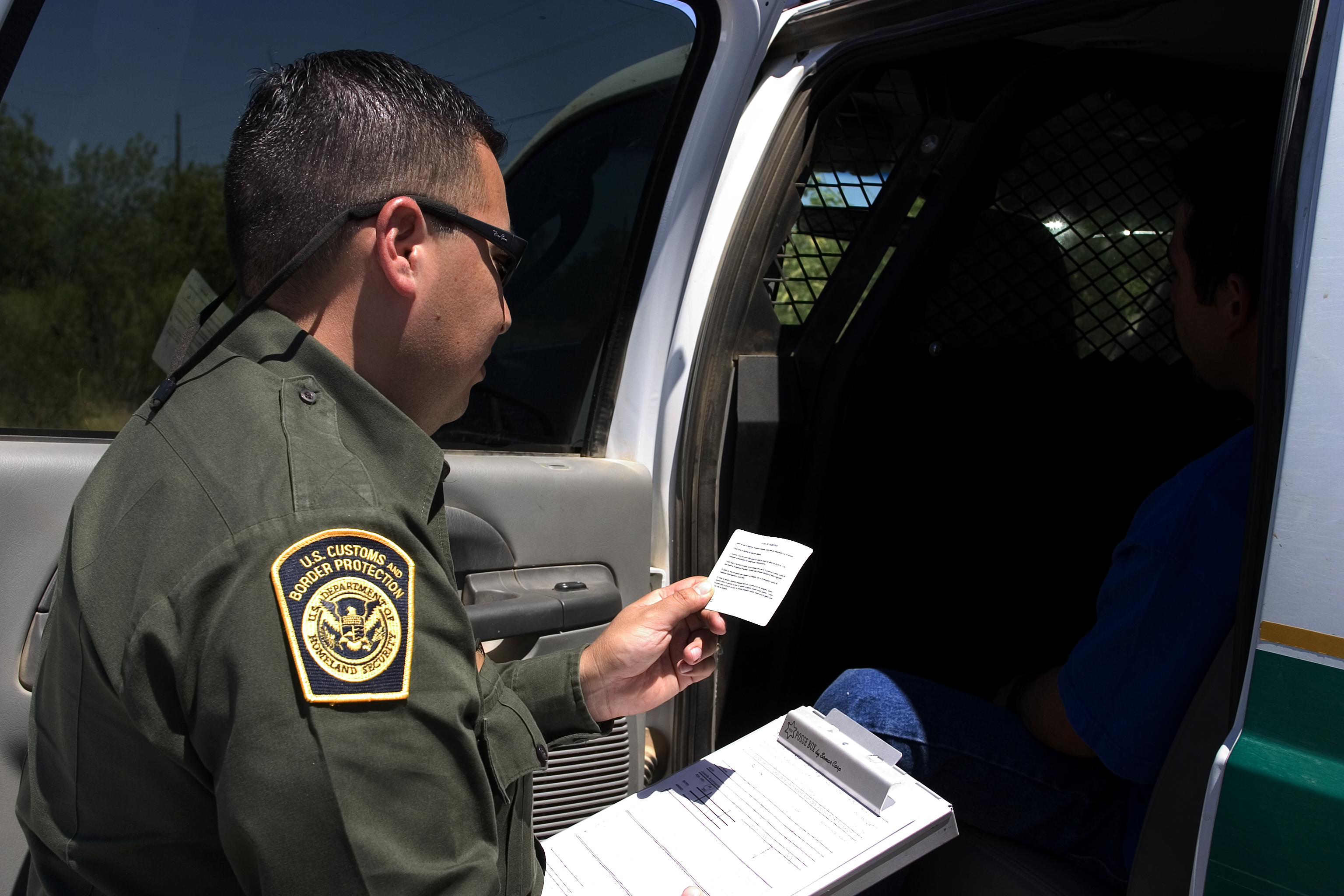
Офіцер здійснює арешт
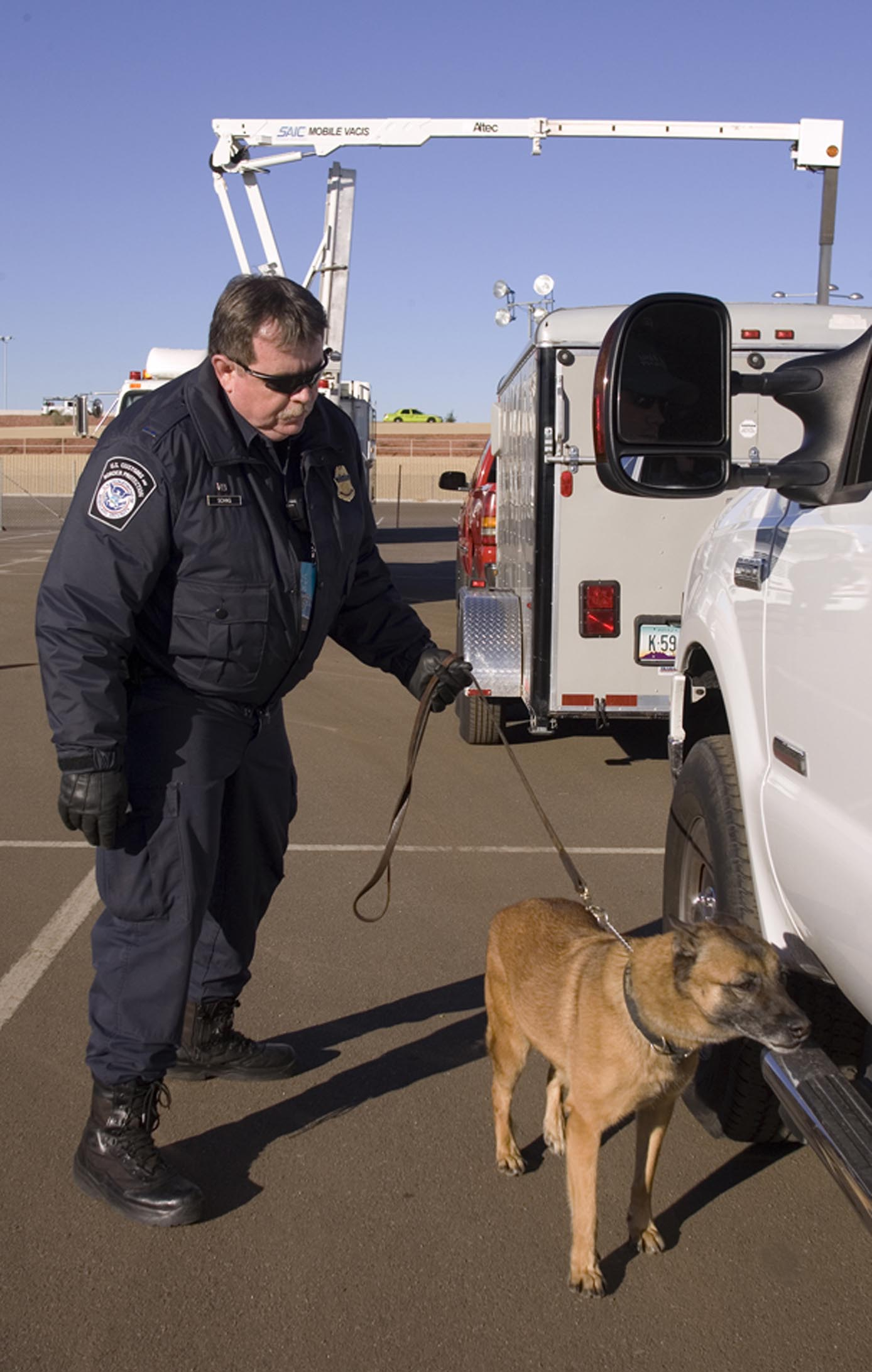
Офіцер з собакою
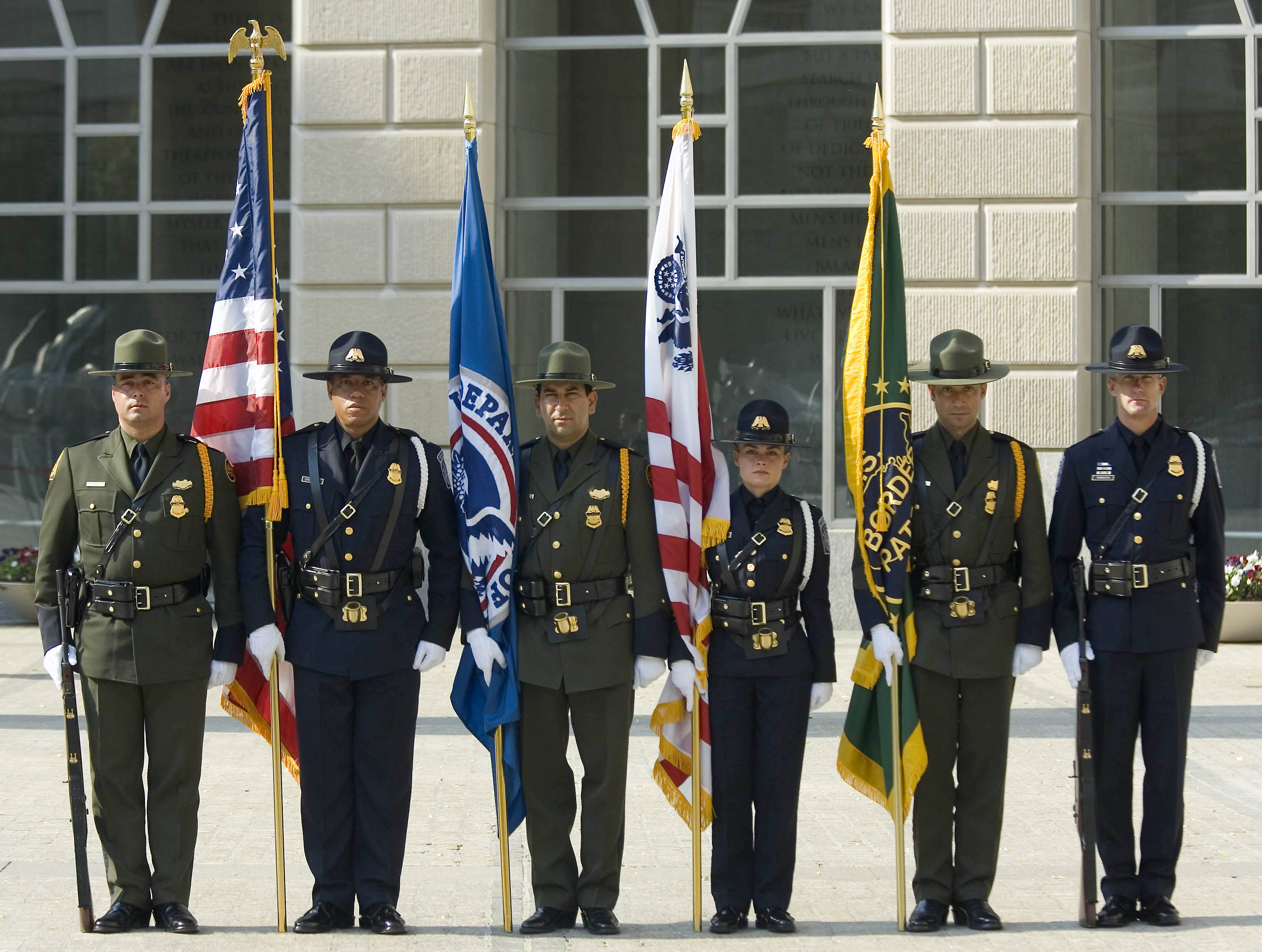
Офіцери на параді в Вашингтоні
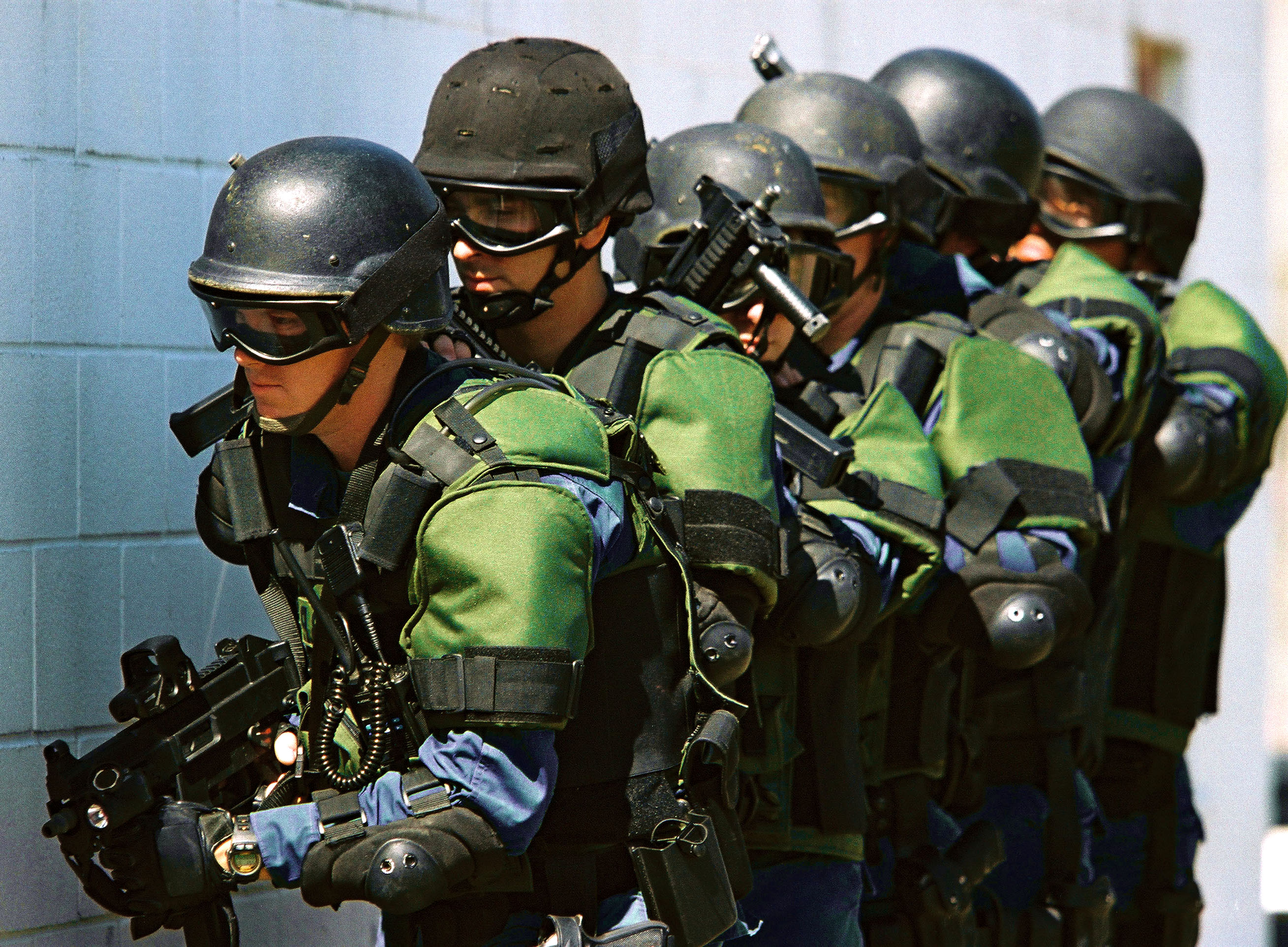
Спецназ
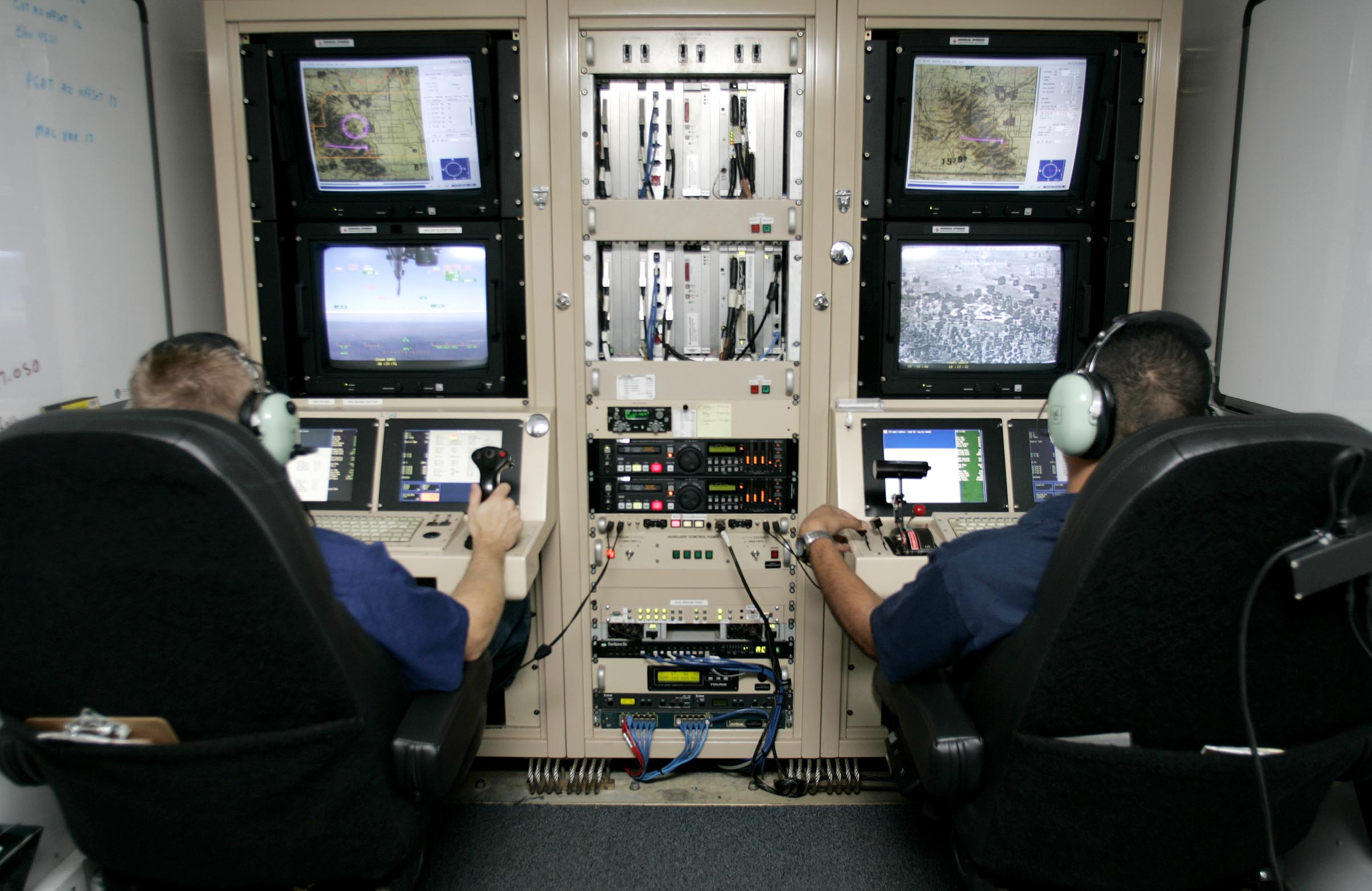
Пункт спостереження
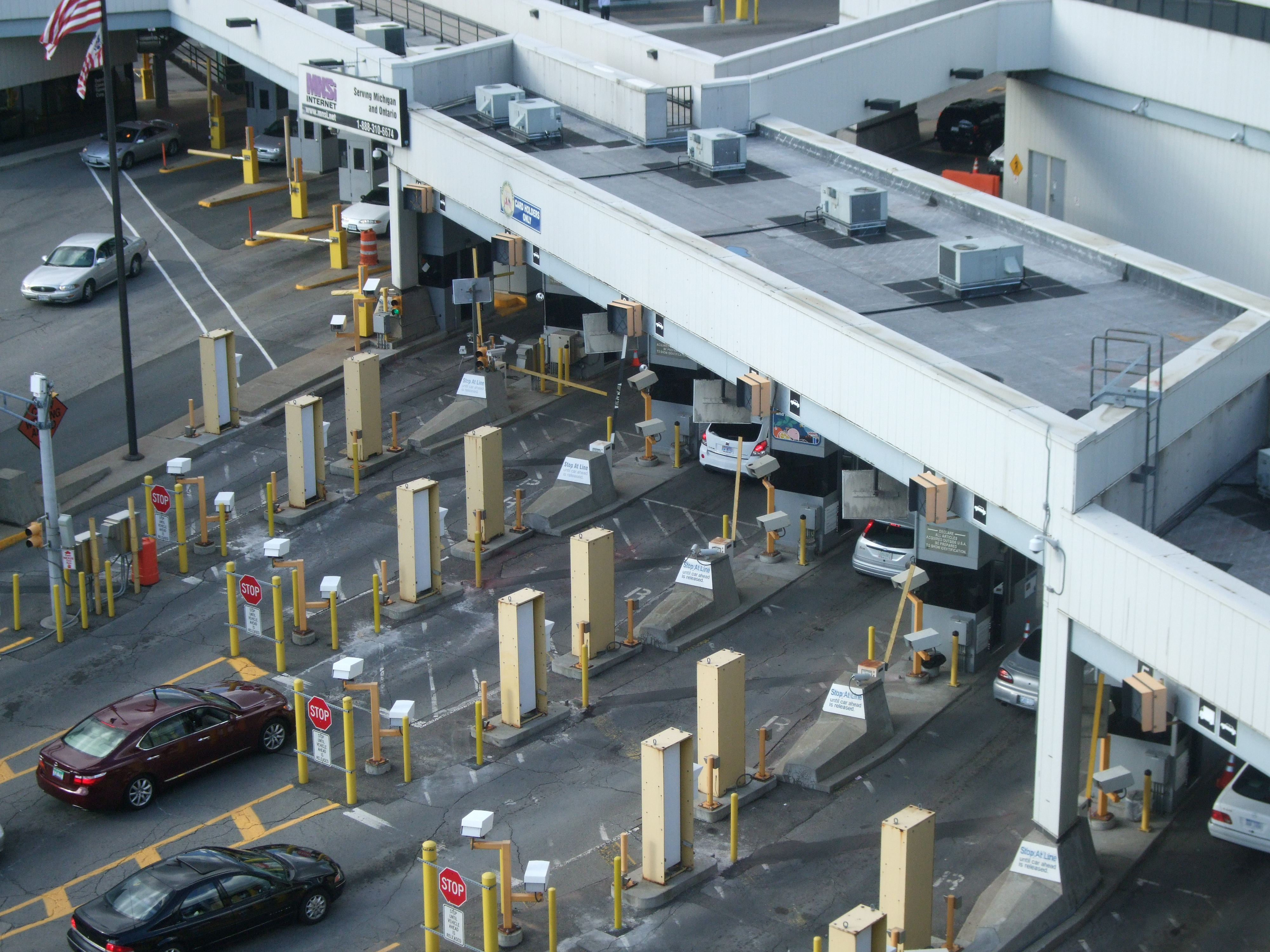
Кордон з Канадою в Детройті